# Bergitka Roma
Bergitka Roma (rom. Górscy Romowie, w literaturze cyganologicznej zwani też Romami Karpackimi lub Polskimi Cyganami Wyżynnymi) – językowo-etnograficzna grupa Romów w Polsce, zamieszkująca głównie tereny województw: podkarpackiego, małopolskiego, śląskiego i dolnośląskiego.
Są potomkami Romów, którzy od początku XV wieku w kilku falach migracyjnych przybywali do Polski z południowego wschodu wzdłuż linii Karpat oraz z południa, przede wszystkim z terenów historycznych Węgier. Zajmowali się w większości kowalstwem i muzyką. Do II wojny światowej zamieszkiwali głównie wiejskie tereny pogórza Karpat, jednak po 1945 roku osiedlili się także w większych miastach regionu (Kraków, Tarnów, Rzeszów) oraz w południowej części tzw. Ziem Odzyskanych. W używanym przez nich dialekcie języka romskiego występuje wiele madziaryzmów, co wraz z charakterystycznymi archaicznymi cechami deklinacji, właściwościami odmiany czasownika, składni i fonetyki świadczy o jego przynależności do centralno-północnej gałęzi dialektów tego języka.
Romowie Karpaccy są często przez pozostałe grupy Romów w Polsce określani jako posiadający niski status społeczny, co uzasadnia się zarzutem odejścia przez nich od zasad romanipen. Zarzut ten wynika z subiektywnego definiowania tych zasad przez przedstawicieli innych grup, sami Romowie Karpaccy posiadają zaś własną tradycję, która dla nich stanowi istotę pojęcia romanipen, a przez to też podstawę samoidentyfikacji. Na tradycję tę składa się przede wszystkim bogata kultura duchowa, wyrażająca się w lirycznej i epickiej twórczości oralnej, a także uznawaniu pewnych ogólnoromskich wartości i praktykowaniu obyczajów, które mają swoje odpowiedniki także wśród innych grup Romów na świecie. Każda spośród zamieszkujących w Polsce społeczności romskich posiada odmienną historię przybycia na nasze ziemie, jednak wyjątkowość Bergitka Roma wynika z faktu ich stosunkowo wczesnego przejścia na osiadły tryb życia (od XVIII wieku), który stanowił efekt odpowiednich warunków społeczno-ekonomicznych oraz częściowo nacisku władz habsburskich.